# Lliga catalana de bàsquet femenina 1981-1982
La Lliga catalana de bàsquet femenina 1981-1982 fou la primera edició de la Lliga catalana. La competició fou el primer torneig oficial de bàsquet femení organitzat per la Federació Catalana de Basquetbol després de la represa democràtica i es considera la continuació del Campionat de Catalunya, celebrat durant les dècades del 1950 i 1960. Se celebrà des del 13 de setembre fins al 5 de novembre. Hi participaren vuit clubs, la majoria dels quals participants de la Primera Divisió estatal. el Picadero-Comansi, l'Hispano Francès, el Gimnàstic de Tarragona, l'Antorxa de Lleida, el Club Bàsquet ADEPAF, el Club Bàsquet CIBES, el Joventut de Badalona i el Sant Josep Canon.
La competició es disputà en format de fase regular a doble volta, on els vuits participants es distribuïren en dos grups de quatre equips cadascun. El primer classificat d'ambdós grups disputà la final de la competició, que se celebrà el 5 novembre de 1981 al Pavelló Blaugrana-2.
Es proclamà campió de la primera edició de la Lliga catalana el Picadero Jockey Club Individualment, destacà l'actuació de la pivot catalana Rosa Castillo, màxima anotadora de la final, amb 19 punts.

## Fase regular
Al final de la primera fase, el Picadero Comansi, del grup A, i el CB CIBES, del grup B, finalitzaren en primera posició dels seus grups respectivament i es classificaren per a disputar la final de la competició.

### Grup A
| Pos | Equip             | PJ | PG | PE | PP | PF  | PC  | DP   | Pts |  | COM   | HIS    | GIM    | ANT    |
| --- | ----------------- | -- | -- | -- | -- | --- | --- | ---- | --- |  | ----- | ------ | ------ | ------ |
| 1   | Picadero Comansi  | 5  | 5  | 0  | 0  | 552 | 180 | +372 | 10  |  | —     | 105–50 | 100–46 |        |
| 2   | Hispano Francès   | 5  | 4  | 0  | 1  | 423 | 264 | +159 | 8   |  | 56–80 | —      | 51–68  | 122–22 |
| 3   | Gimnàstic         | 5  | 1  | 0  | 4  | 279 | 360 | −81  | 2   |  | 32–93 |        | —      | 104–22 |
| 4   | Antorxa de Lleida | 5  | 0  | 0  | 5  | 136 | 586 | −450 | 0   |  |       | 40–106 | 53–87  | —      |

### Grup B
| Pos | Equip             | PJ | PG | PE | PP | PF  | PC  | DP   | Pts |  | CIB   | ADE   | STJ   | JOV   |
| --- | ----------------- | -- | -- | -- | -- | --- | --- | ---- | --- |  | ----- | ----- | ----- | ----- |
| 1   | CB CIBES          | 5  | 4  | 0  | 1  | 363 | 262 | +101 | 8   |  | —     | 59–60 | 76–53 | 99–36 |
| 2   | ADEPAF Figueres   | 5  | 4  | 0  | 1  | 271 | 260 | +11  | 8   |  |       | —     | 60–59 |       |
| 3   | CB Sant Josep     | 5  | 2  | 0  | 3  | 267 | 280 | −13  | 4   |  | 42–48 | 41–55 | —     |       |
| 4   | Joventut Badalona | 5  | 0  | 0  | 5  | 221 | 340 | −119 | 0   |  | 53–71 | 45–56 |       | —     |

## Final
El Picadero Comansi i el Club Bàsquet CIBES disputaren la final de la primera Lliga catalana. Guanyà el Comansi amb comoditat al CIBES per 73 a 52, on destacà l'actuació de Rosa Castillo, amb 19 punts, com a màxima anotadora de la final. L'esdeveniment va estar presidit per Marta Ferrussola, esposa del president de la Generalitat de Catalunya, Jordi Pujol, i per Josep Lluís Vilaseca, secretari general de l'esport de la Generalitat.
| 5 de novembre de 1981 19:30 Acta | Picadero Comansi                   | 73–52 | CB CIBES             | Palau Blaugrana 2, Barcelona Àrbitres: Víctor Mas, García-Vela |
| 5 de novembre de 1981 19:30 Acta | Resultat per meitats: 33-24, 40–28 |       |                      | Palau Blaugrana 2, Barcelona Àrbitres: Víctor Mas, García-Vela |
| 5 de novembre de 1981 19:30 Acta | Pts: Rosa Castillo 19              |       | Pts: Concha Navío 12 | Palau Blaugrana 2, Barcelona Àrbitres: Víctor Mas, García-Vela |

| Picadero Comansi | CB CIBES |

| #            | Pos   | Jugadora      | Pts |
| ------------ | ----- | ------------- | --- |
| 4            | E     | Nina Pont     | N/D |
| 5            | P     | Geni Barnola  | N/D |
| 6            | P     | Rosa Castillo | 19  |
| 7            | A     | Joana Grau    | 0   |
| 8            | A     | Aurora Turmo  | 0   |
| 9            | AP    | Sílvia Font   | 10  |
| 10           | E     | Fina García   | 14  |
| 11           | B     | Anna Junyer   | 12  |
| 12           | E     | Roser Llop    | 3   |
| 13           | AP    | Carmen Fraile | 4   |
| 14           | P     | Rosa Sánchez  | 11  |
| 15           | P     | Rosa Martí    | N/D |
| Equip        | Equip | Equip         | 73  |
| Entrenadora  |       |               |     |
| Neus Bartran |       |               |     |

| Campió de la Lliga Catalana 1981-1982 |
| ------------------------------------- |
| Picadero Comansi Primer títol         |

| #           | Pos   | Jugadora             | Pts |
| ----------- | ----- | -------------------- | --- |
| 4           | A     | Consuelo Martínez    | 8   |
| 5           | B     | Eulàlia Torrent      | 0   |
| 6           | P     | Assumpció Ferré      | 11  |
| 7           | A     | Maria Teresa Gabassa | 4   |
| 8           | B     | Francina Pubill      | 2   |
| 9           | A     | Concha Navío         | 12  |
| 10          | P     | Montserrat Gabiró    | 2   |
| 13          | P     | Catalina Martínez    | 2   |
| 14          | A     | Lígia Barragán       | 9   |
| 15          | A     | Conchita Carmona     | 0   |
| Equip       | Equip | Equip                | 52  |
| Entrenador  |       |                      |     |
| Jorge Tubán |       |                      |     |